# Pereute charops
Pereute charops är en fjärilsart som först beskrevs av Jean Baptiste Boisduval 1836.  Pereute charops ingår i släktet Pereute och familjen vitfjärilar. Inga underarter finns listade i Catalogue of Life.